# Darlington Raceway

Kaart van het circuit

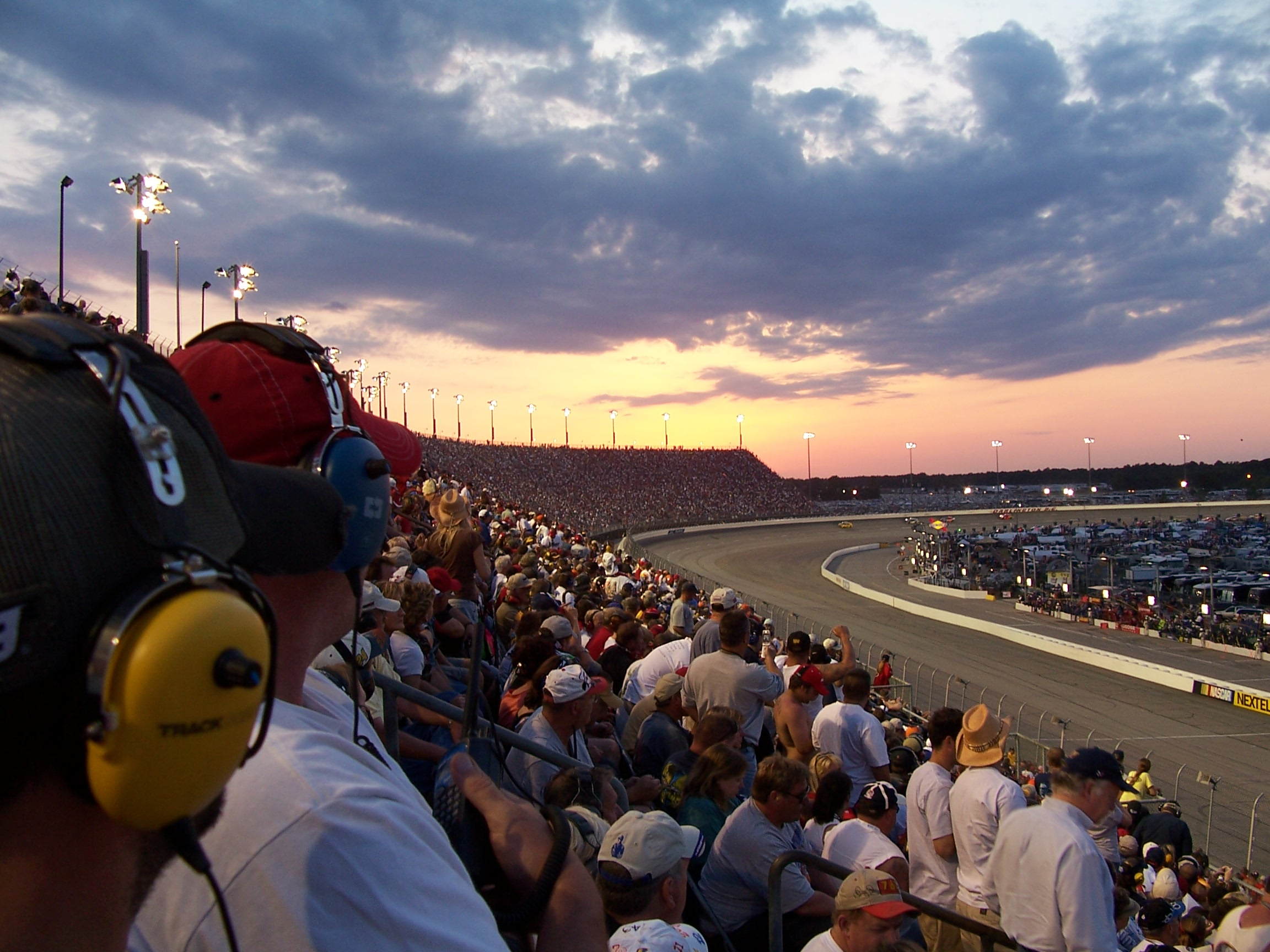
Darlington Raceway in 2006

De Darlington Raceway is een racecircuit gelegen in de Amerikaanse stad Darlington in de staat South Carolina. Het is een ovaal circuit dat in 1950 in gebruik werd genomen. Het circuit heeft een lengte van 1,366 mijl (2,198 km). Er worden onder meer races gehouden die op de kalender staan van de verschillende NASCAR kampioenschappen.
Vanaf 1957 wordt er jaarlijks een NASCAR Sprint Cup-race gehouden, de Southern 500. David Pearson won zeven keer op het circuit en is daarmee recordhouder. Dale Earnhardt won zes keer.
Het snelheidsrecord op het circuit staat op naam van Matt Kenseth, die tijdens het NASCAR Sprint Cup seizoen van 2009 een kwalificatieronde reed met een snelheid van 288,996 km/h en daarmee op poleposition stond op racedag. Het record tijdens een race staat op naam van Dale Earnhardt met een gemiddelde snelheid van 225,241 km/h tijdens de Winston Cup-race van 1994.
Naast het circuit is het "Darlington Raceway Stock Car Museum" gevestigd, dat zich toelegt op de geschiedenis van het circuit en het stock car racen in het algemeen.